# Frank-Walter Steinmeier
Frank-Walter Steinmeier (n. 5 ianuarie 1956, Detmold, Republica Federală Germania, Germania) este un om politic german al Partidului Social Democrat al Germaniei (SPD). A fost șeful cancelariei federale (1999-2005), ministerul afacerilor externe (2005-2009, 2013-2017) și vicecancelar (2007-2009). Din 2017 este președintele Germaniei.

## Cariera politică
Din 1999 până în 2005 a fost Șeful Cancelariei Federale (Bundeskanzleramt) sub Gerhard Schröder.
Între 2005-2009 a fost ministru federal de externe în primul cabinet condus de Angela Merkel (CDU). Din 2007 a îndeplinit și funcția de vicecancelar (viceprim-ministru) al Republicii Federale Germania.
În octombrie 2008 congresul SPD l-a desemnat drept candidat al acestei formațiuni pentru funcția de cancelar federal la alegerile federale din 2009. La aceste alegeri SPD-ul a suferit o scădere importantă de 11% în preferințele electoratului și a trecut în opoziție.
Drept consecință Steinmeier a pierdut funcțiile de vicecancelar și ministru federal de externe și a fost ales drept președinte al fracțiunii parlamentare a SPD din Bundestag.
În urma alegerilor din 2013 și formarea unei mari coaliții, a obținut din nou funcția de ministru federal de externe, ca succesor al lui Guido Westerwelle (FDP).
Steinmeier a fost ales pe 12 februarie 2017 în funcția de președinte al Republicii Federale Germania. În data de 19 martie 2017 a preluat mandatul de președinte federal de la Joachim Gauck. În 2022 Frank-Walter Steinmeier a fost reales.

## Vizite oficiale în România
Steinmeier a efectuat în România trei vizite în calitate de ministru federal de externe. Penultima vizită a avut loc în anul 2009, iar ultima în data de 9 martie 2015, cu ocazia aniversării a 25 de ani de la înființarea Forumul Democrat al Germanilor din România. De la București s-a deplasat la Sibiu, unde a devenit cetățean de onoare al orașului. Distincția i-a fost acordată de primarul Astrid Fodor (FDGR) în prezența președintelui Klaus Iohannis, fost primar al Sibiului.